# Гойя (премия, 2004)
XVIII церемония вручения премии «Гойя» состоялась 31 января 2004 года. Ведущие — Каэтана Гильен Куэрво и Диего Луна.

## Номинации

### Главные премии
| Лучший фильм | Лучший режиссёр |
| --- | --- |
| - Возьми мои глаза / Te doy mis ojos - Четвёртый этаж / Planta 4ª - Моя жизнь без меня / My Life Without Me - Солдаты Саламины / Soldados de Salamina                                                                                  | - Исиар Больяин – Возьми мои глаза / Te doy mis ojos - Изабель Койшет – Моя жизнь без меня / My Life Without Me - Сеск Гай – В городе / En la ciudad - Давид Труэба – Солдаты Саламины / Soldados de Salamina                                                              |
| Лучший актёр | Лучшая актриса |
| - Луис Тосар – Возьми мои глаза / Te doy mis ojos - Эрнесто Альтерио – Дни футбола / Días de fútbol - Хавьер Камара – Торремалинос 73 / Torremolinos 73 - Альфредо Ланда – Божественный свет / La luz prodigiosa                       | - Лайя Маруль – Возьми мои глаза / Te doy mis ojos - Ариадна Хиль – Солдаты Саламины / Soldados de Salamina - Адриана Осорес – Спящая удача / La suerte dormida - Сара Полли – Моя жизнь без меня / My Life Without Me                                                     |
| Лучший актёр второго плана | Лучшая актриса второго плана |
| - Эдуард Фернандес – В городе / En la ciudad - Хоан Дальмау – Солдаты Саламины / Soldados de Salamina - Хуан Диего – Торремалинос 73 / Torremolinos 73 - Хосе Луис Гомес – Божественный свет / La luz prodigiosa                       | - Кандела Пенья – Возьми мои глаза / Te doy mis ojos - Мария Ботто – Солдаты Саламины / Soldados de Salamina - Моника Лопес – В городе' / En la ciudad - Мария Пухальте – Карандаш плотника / El lápiz del carpintero                                                      |
| Лучший оригинальный сценарий | Лучший адаптированный сценарий |
| - Возьми мои глаза – Исиар Больяин и Алисия Луна / Te doy mis ojos - В городе – Томас Арагай и Сеск Гай / En la ciudad - Часы дня – Хайме Росалес и Энрик Руфас / Las horas del día - Торремалинос 73 – Пабло Берхер / Torremolinos 73 | - Моя жизнь без меня – Изабель Койшет / My Life Without Me - Слабость большевика – Мануэль Мартин Куэнка и Лоренсо Сильва / La flaqueza del bolchevique - Божественный свет – Фернандо Мариас / La luz prodigiosa - Солдаты Саламины – Давид Труэба / Soldados de Salamina |
| Лучший мужской актёрский дебют | Лучший женский актёрский дебют |
| - Фернандо Техеро – Дни футбола / Días de fútbol - Виктор Клавихо – Подарок Сильвии / El regalo de Silvia - Хуан Санс – Пятно жизни / La vida mancha - Оскар Хаэнада – Ноябрь / Noviembre                                              | - Мария Вальверде – Слабость большевика / La flaqueza del bolchevique - Вероника Санчес – Южнее Гранады / Al sur de Granada - Натали Поса – Дни футбола / Días de fútbol - Элисабет Хелаберт – Возьми мои глаза / Te doy mis ojos                                          |
| Лучший иностранный фильм на испанском языке | Лучший европейский фильм |
| - Короткие истории / Historias mínimas • Аргентина - Тайна Тринидада / El misterio del Trinidad • Мексика - Гаванская сюита / Suite Habana • Куба - Путешествие к морю / El viaje hacia el mar • Уругвай                               | - Гуд бай, Ленин! / Good Bye Lenin! • Германия - Догвилль / Dogville • Дания - Мечтатели / The Dreamers • Великобритания/Франция/Италия - Цветок зла / La fleur du mal • Франция                                                                                           |
| Лучший режиссёрский дебют | Лучший мультипликационный фильм |
| - Анхелес Гонсалес Синде – Спящая удача / La suerte dormida - Пабло Берхер – Торремалинос 73 / Torremolinos 73 - Хайме Росалес – Часы дня / Las horas del día - Давид Серрано – Дни футбола / Días de fútbol                           | - Легенда о рыцаре / El Cid: La leyenda - Город колдунов / Los reyes magos - Пророчество Алхамбра / El embrujo del Sur - Детектив Глап / Glup |

### Другие номинанты
| Лучшая операторская работа | Лучший монтаж |
| --- | --- |
| - Солдаты Саламины — Хавьер Агирресаробе / Soldados de Salamina - Кармен — Пако Фемения / Carmen - Загадка Галиндеза — Альфредо Фернандес Майо / El misterio Galíndez - Южнее Гранады — Хосе Луис Алькайне / Al sur de Granada | - Приключения Мортадело и Филимона — Иван Аледо / La gran aventura de Mortadelo y Filemón - Кармен — Тереса Фонт / Carmen - Дни футбола — Росарио Сайнс де Росас / Días de fútbol - Возьми мои глаза — Анхель Эрнандес Соидо / Te doy mis ojos |
| Лучшая работа художника | Лучший продюсер |
| - Приключения Мортадело и Филимона — Сесар Макаррон / La gran aventura de Mortadelo y Filemón - Кармен — Бенхамин Фернандес / Carmen - Карандаш плотника — Хуан Педро де Гаспар / El lápiz del carpintero - Божественный свет — Феликс Мурсия / La luz prodigiosa | - Приключения Мортадело и Филимона — Луис Мансо и Марина Ортис / La gran aventura de Mortadelo y Filemón - Южнее Гранады — Пилар Робла / Al sur de Granada - Кармен — Ана Вила / Carmen - Загадка Галиндеза — Хосеан Гомес / El misterio Galíndez |
| Лучший звук | Лучшие спецэффекты |
| - Возьми мои глаза — Эва Валиньо, Альфонсо Пино и Пелайо Гутьеррес / Te doy mis ojos - Сельва — Сильвио Даррин, Карлос Гарридо и Алисия Сааведра / A Selva - Пятно жизни — Альфонсо Пино, Начо Пойо и Лусио Маркос де Оливейра / La vida mancha - Осторожно! За вами наблюдают! — Агустино Пейнадо, Карлос Гарридо и Иван Майораль / Más de mil cámaras velan por tu seguridad | - Приключения Мортадело и Филимона — Рауль Романильос, Пау Коста, Хулио Наварро и Феликс Вергес / La gran aventura de Mortadelo y Filemón - Южнее Гранады — Реес Абадес, Альфонсо Ньето и Пабло Нунбес / Al sur de Granada - Убежище зла — Реес Абадес, Вива Видео и Молинэр / El refugio del mal - Солдаты Саламины — Telson and Emilio Ruiz del Río / Soldados de Salamina |
| Лучшие костюмы | Лучший грим |
| - Кармен — Ивонн Блейк / Carmen - Отель Дунай — Лурдес де Ордунья и Монтсе Санчо / Hotel Danubio - Приключения Мортадело и Филимона — Татьяна Эрнандес / La gran aventura de Mortadelo y Filemón - Ноябрь — Нереида Бонмати / Noviembre | - Приключения Мортадело и Филимона — Хосе Антонио Санчес и Пакита Нунес / La gran aventura de Mortadelo y Filemón - Кармен — Мигель Сесе и Наталья Сесе / Carmen - Отель Дунай — Кристобаль Криаду и Алисия Лопес / Hotel Danubio - Ноябрь — Кармела Солер и Франсиско Родригес / Noviembre                                                                                  |
| Лучшая музыка | Лучшая песня |
| - Южнее Гранады — Хуан Бардем / Al sur de Granada - Эйенги, бог сна — Санти Вега / Eyengui, el dios del sueño - Отель Дунай — Пабло Сервантес / Hotel Danubio - Валентин — Хуан Карлос Куэйо / Valentine | - «Humans Like You» — Чоп Сью — Моя жизнь без меня / My Life Without Me - «Atraco A Tu Corazón» — Пако Ортега — Ограбление на 3... с половиной / Atraco a las 3… y media - «Cuando Me Maten» — Хосе Ньето — Кармен / Carmen - «Just Sorcery» — Марио де Бенито и Ришельё Моррис — Дело ведьмы / Cosa de brujas                                                               |
| Лучший короткометражный фильм | Лучший короткометражный мультипликационный фильм |
| - Мечты / Sueños - Carisma / Carisma - В отдельных кроватях / En camas separadas - Экспресс / Exprés - Повышение (не для продажи) / Promoción (Prohibida su venta) | - Я буду поливать твои лепестки слезами / Regaré con lágrimas tus pétalos - Манипай / Manipai - A… Mantis Religiosa - El Desván - La Habitación Inclinada |
| Лучший документальный фильм | Лучший короткометражный документальный фильм |
| - Момент в чужой жизни - Баскбол: кожа против камня / La pelota vasca. La piel contra la piedra - Гаванская сюита / Suite Habana - Seville, Southside | - Дети Непала / Los niños del Nepal - Я в своем районе / Yo soy de mi barrio - Lección de Cine |

## Премия «Гойя» за заслуги
- Эктор Альтерио